# Паньюй (нефтяное месторождение)
Паньюй (англ. Panyu) — морское нефтегазовое месторождение Китая, находится в акватории Южно-Китайского моря в устье реки Чжуцзян, примерно в 200 км от Гонконга. Открыто в 1998 году. Месторождение расположено в акватории с глубиной воды около 100 м.
Запасы газа оцениваются в 42 млрд м³, а нефти до 50 млн тонн. Нефть добывается на двух фиксированных платформах и переправляется на судно-сборщик.
Оператором месторождение является американская компания Devon Energy, владеющий 24,5 % капитала. Другие партнеры: китайская национальная компания CNOOC (51 % капитала) и Burlington Resources China Ltd. (24,5 %).